# Ramón Stolz Viciano
Ramón Stolz Viciano (Valencia (España), 13 de julio de 1903 - noviembre de 1958) fue un pintor muralista español, hijo del también pintor valenciano Ramón Stolz Seguí.

## Biografía
Su abuelo paterno, científico alemán, se casó y afincó en Castellón; su hijo, Stolz Seguí, compañero de Sorolla y Benlliure, amigo y admirador del guitarrista Francisco Tárrega y padre del pintor, se casó con Teresa Viciano Martí hermana del escultor José Viciano Martí, instalandose el matrimonio a Valencia donde nacería Stolz Viciano, que así firmaba para distinguirse de su padre Stolz Seguí. Inició sus estudios académicos en la Escuela de Bellas Artes de Valencia. Después de la muerte de su padre en 1924, se trasladó a Madrid para ingresar en la Real Academia de Bellas Artes de San Fernando, como discípulo de Manuel Benedito y Anselmo Miguel Nieto.
Entre 1926 y 1935, viajó por Europa estando en Francia, Alemania e Italia. En París adquirió gran parte de sus conocimientos sobre técnica al fresco, que le permitieron desde 1932, ser profesor de "Prácticas de ornamentación" en la Escuela de Bellas Artes de San Fernando.
Finalizada la guerra, el 23 de noviembre de 1939, contrajo matrimonio con la madrileña Rosa Cuesta Muñoz. Empieza a trabajar en el Pilar de Zaragoza, en la restauración de los frescos de Goya, González Velázquez y Bayeu. También pinta, en 1952, los murales en los paramentos interiores de las dos naves laterales a la altura del retablo mayor: El milagro de Calanda y La rendición de Granada; así mismo, entre 1950 y 1954, con la única ayuda del también artista  José Cuní Alfonso, decoró la cúpula elíptica y el plafón de los dos últimos tramos de los pies de la nave central. 
Por otra parte, en 1940 había empezado ya su labor de fresquista. Así, en 1940 y 1941, trabaja en la restauración de la parte arruinada de los frescos de Antonio Palomino de la Basílica de la Virgen de los Desamparados en Valencia. Obtiene en 1943, por oposición, la cátedra de "Procedimientos artísticos" ganada con el número uno de su promoción, en la Escuela de Bellas Artes de San Fernando. En el año 1949 se le encarga la decoración de la recién restaurada Capilla del Real Cortijo de San Isidro en Aranjuez. Realiza los frescos con ayuda de su hijo, esta tarea le llevó desde finales de 1948 hasta mayo de 1949. En los frescos dedicados a los milagros de San Isidro usa motivos, personas y animales que encontraba en su entorno. En 1950 en Pamplona en el Monumento de los Caídos pinta su mayor obra, una pintura al fresco de cerca de 700 metros cuadrados con alegorías a los requetés. Recibe el encargo de rematar las pinturas murales del Salón de fueros del Ayuntamiento de Valencia.
Fue elegido académico el 23 de febrero de 1958. Víctima de una angina de pecho, falleció a los pocos meses.
Además de su obra como muralista y eventual pintor de caballete, se le conoce una colaboración en Goya, los frescos de San Antonio de la Florida: tercer volumen junto a su amigo y discípulo Enrique Lafuente Ferrari, que se conserva en el Museo de Arte Español Enrique Larreta en Buenos Aires.

## Selección de obra mural realizada al fresco
- Frescos en la Capilla del Real Cortijo de San Isidro de Aranjuez (1949).

"Aparición gloriosa al Rey Alfonso VIII en la batalla de las Navas de Tolosa del Santo Madrileño" (fresco frontal)
"Imán del cielo, su vida floreció en milagros..." (ala izquierda)
"Puso en amar a sus hermanos escuela de caridad" (ala derecha)
- Capilla de la Comunión en la Basílica de los Desamparados de Valencia.
- Iglesia del Santo Espíritu del Consejo Superior de Investigaciones Científicas (1943).
- Gobierno Civil de Santander (Cantabria).
- La cúpula sobre la Vía Sacra del Pilar.
- La bóveda del Monumento de los Caídos de los arquitectos José Yárnoz y Víctor Eusa en Pamplona (1950).
- Iglesia de la Compañía de María de Zaragoza (1953).
- Iglesia de las Esclavas del Sagrado Corazón de Jesús de San Sebastián (1957).
- La sala de Fueros del Archivo Municipal de Valencia (1958).